# 그로스-피타옙스키 방정식
응집물질물리학에서 그로스-피타옙스키 방정식(Gross-Питаевский方程式, 영어: Gross–Pitaevskii equation)은 여러 개의 비상대론적인 보손의 상호작용을 나타내는 운동 방정식이다. 슈뢰딩거 방정식의 비선형 변형이다.

## 정의
편의상 {\displaystyle \hbar =1}로 놓자. 외부 퍼텐셜 {\displaystyle V(\mathbf {r} )} 속에서 보손들이 움직이고 있다고 하자. 그렇다면, 그로스-피타옙스키 라그랑지언은 다음과 같다.
{\displaystyle {\mathcal {L}}=\phi ^{\dagger }\left(i{\frac {\partial }{\partial t}}+{\frac {1}{2m}}\nabla ^{2}-V(x)\right)\phi -{\frac {1}{2}}g(|\phi |^{2}-\rho _{0})^{2}}
여기서 각 기호는 다음과 같다.
- {\displaystyle \phi (x)}는 복소 스칼라장이다.
- {\displaystyle V(x)}는 외부 퍼텐셜이다.
- {\displaystyle \rho _{0}}는 평균 입자수 밀도이다.

이에 따라서, 오일러-라그랑주 방정식은 다음과 같다.
{\displaystyle 0=\left(i{\frac {\partial }{\partial t}}+{\frac {1}{2m}}\nabla ^{2}-V(x)-g(|\phi |^{2}-\rho _{0})\right)\phi }
이 방정식을 그로스-피타옙스키 방정식이라고 한다.

## 성질
이 이론에서는 복소 스칼라장 {\displaystyle \phi }의 U(1) 대칭이 멕시코 모자 퍼텐셜 {\displaystyle (|\phi |^{2}-\rho _{0})^{2}}로 인해 자발 대칭 깨짐을 겪게 된다. 이에 따라, {\displaystyle \phi }를
{\displaystyle \phi (x)={\sqrt {\rho _{0}}}\exp(i\theta (x)+r(x))}
로 분해하면, {\displaystyle r(x)}는 질량을 갖게 되지만 {\displaystyle \theta (x)}는 무질량의 골드스톤 보손이 된다.
{\displaystyle r(x)}를 적분해 없애면, {\displaystyle \theta (x)}의 유효 이론의 라그랑지언은 다음과 같다.:283–286
{\displaystyle {\mathcal {L}}_{\text{eff}}={\frac {1}{2g^{2}}}\left({\frac {\partial }{\partial t}}\theta \right)^{2}-{\frac {\rho _{0}}{2m}}(\nabla \phi )^{2}+\cdots }
즉, 상호작용을 무시한다면, 유효 빛의 속력이
{\displaystyle c_{\text{eff}}=g{\sqrt {\rho _{0}/m}}}
인 로런츠 대칭이 낮은 에너지에서 존재한다. 스칼라장 {\displaystyle \theta }는 이 유효 로런츠 대칭에 대하여 무질량 스칼라처럼 행동하며, 따라서 선형 분산 관계를 갖는다. 따라서, 란다우 조건에 따라서 이 계는 {\displaystyle c_{\text{eff}}} 미만의 속도에서 초유체를 이룬다.

## 역사
유진 그로스(영어: Eugene Gross)와 레프 페트로비치 피타옙스키(러시아어: Лев Петро́вич Пита́евский) 가 1961년에 도입하였다.

## 참고 문헌
- Pethick, C. J.; H. Smith (2002). 《Bose–Einstein condensation in dilute gases》 (영어). Cambridge: Cambridge University Press. ISBN 0-521-66580-9.
- Pitaevskii, L. P.; S. Stringari (2003). 《Bose–Einstein condensation》 (영어). Oxford: Clarendon Press. ISBN 0-19-850719-4.
- Rogel-Salazar, J. (2013년 3월). “The Gross–Pitaevskii equation and Bose–Einstein condensates”. 《European Journal of Physics》 (영어) 34 (2): 247. arXiv:1301.2073. Bibcode:2013EJPh...34..247R. doi:10.1088/0143-0807/34/2/247. ISSN 0143-0807.